# Ивичест скункс
Ивичестият скункс (Mephitis mephitis) е всеяден бозайник от семейство Скунксови. Обитава почти цяла Северна Америка северно от Мексико и е едно от най-известните животни в САЩ и Канада.

## Описание
Ивичестият скункс има черно тяло с бяла ивица от всяка страна. Двете ивици се съединяват в бяло петно при врата. На челото му има тясна бяла ивица. Той може да тежи от 1,2 до 6,3 кг, като средното тегло е 2,7-3,6 кг и е дълъг 33-46 см без опашката, размерът му е колкото този на домашна котка. Пухкавата опашка е дълга 18-25 см и понякога завършва с бели косми.
Най-известната черта на ивичестия скункс е неговата миризма. Той е развил анални жлези, които изпускат изключително неприятна миризма, когато усети, че е застрашен от друго животно.
Скунксът е активен при зора и здрач. На зазоряване търси мишки, яйца, мърша, насекоми, ларви и горски плодове. Когато слънцето изгрее, той се оттегля в бърлогата си, която е изкопана под земята или е под сграда, камък или купчина камъни. Мъжките живеят самостоятелно, а женските - на малки групи. Ивичестият скункс не спи зимен сън, но вместо това става неактивен или слабо активен през зимата.
Размножителният период е февруари-март, а през май, след бременност от 42 до 63 дни, се раждат 5-6 малки. Те са слепи отначало и са при майка си до края на юни или юли.
Ивичестият скункс се храни с гризачи и насекоми и рядко напада реколтата на фермерите.

## В плен
Ивичестият скункс може да бъде домашен любимец в повечето щати на САЩ, Германия, Нидерландия и Обединеното кралство. В Канада не е позволено този вид, но не и другите видове скункс, да бъде домашен любимец.

## Класификация
Ивичестият скункс е описан за първи път от Йохан Кристиан фон Шребер през 1776 г.
Признати са тринадесет подвида на ивичестия скункс:
- M. m. avia Bangs, 1898
- M. m. elongata Bangs, 1895
- M. m. estor Merriam, 1890
- M. m. holzneri Mearns, 1898
- M. m. hudsonica Richardson, 1829
- M. m. major Howell, 1901
- M. m. mephitis Schreber, 1776
- M. m. mesomelas Lichtenstein, 1832
- M. m. nigra Peale and Palisot de Beauvois, 1796
- M. m. notata Hall, 1936
- M. m. occidentalis Baird, 1858
- M. m. spissigrada Bangs, 1898
- M. m. varians Gray, 1837